# Woroba
Woroba ist ein Distrikt der Elfenbeinküste mit der Hauptstadt Séguéla und unterteilt sich in die Regionen Bafing, Béré und Worodougou. Der Distrikt liegt im Nordwesten des Landes. Dem Zensus von 2021 zufolge leben im Distrikt 1.184.813 Menschen.